# Тиберије Семпроније Грах
Тиберије Семпроније Грах (лат. Tiberius Sempronius Gracchus, око 164 ― 133. п. н. е.), био је римски државник који је покушао да спроведе опсежан програм друштвено-економских реформи након што је Римска република запала у кризу половином 2. века п. н. е.
Тиберије је, заједно са својим једнако познатим братом Гајем Семпронијем Грахом, био једно од укупно дванаесторо деце римског државника Тиберија Семпронија Граха, који је као претор завршио покоравање Келтибера у Хиспанији и који је важио за строгог човека високих моралних вредности и слободоумних погледа. Отац Тиберије оженио се Корнелијом, кћерком Сципиона Африканца Старијег, а умро је 157. п. н. е.
Пад Картагине и Коринта 146. п. н. е., премда није означио чак ни предах у ратовању ― јер су се мањи ратови на границама римске државе и даље настављали ― већ је у антици сматран прекретницом: то је, наиме, за неко време био крај ратовања са цивилизованим народима у коме су опасност, слава и плен били већи него у рату са »варварима«. Римски су аутори сматрали да је то смањење спољних притисака довело до унутрашњих превирања.
Године 133. п. н. е. Тиберије Грах био је, захваљујући сопственим војним и дипломатским успесима у Хиспанији те добром говорничком умећу, изабран за народног трибуна и одмах је покушао да пронађе решење за кризу. Његов је главни програм била аграрна реформа, по којој ниједан појединац не би смео да поседује више од 500 југера (око 125 хектара) државне земље (ager publĭcus). Ово је правило заправо већ било на снази, али је дуго било игнорисано, па га је Тиберије планирао потврдити новим законом. Вишак земље би се одузимао уз накнаду, делио на мале парцеле и давао на коришћење грађанима без земље. Трибутска скупштина је усвојила Тиберијев законски предлог, али на брзину и уз употребу неконвенционалних метода политичке борбе међу којима је било и смењивање с дужности народног трибуна Марка Октавија који се овоме закону противио. За спровођење закона изабрана је трочлана комисија коју су чинили сам Тиберије, његов брат Гај те његов зет Апије Клаудије, који је предводио утицајну мањину међу сенаторима која је закон подржавала.
Тада је умро пергамски краљ Атал III оставивши своју земљу у наслеђе Римљанима. Тиберије је предложио да се Аталов новац подели као помоћ сељацима који су недавно добили земљу по његовом закону. То је изазвало велико противљење сената, који је Тиберијев предлог сматрао мешањем у сферу спољне политике, која је традиционално била под ингеренцијом самога сената. Након што се Тиберије кандидовао за народног трибуна и за следећу годину, што је био потез без преседана, сенат је био уверен да Тиберије тежи самовлади. На дан избора за народне трибуне pontifex maximus Публије Сципион Назика повео је већу групу сенатора и њихових клијената ка месту где се одржавала скупштина. Ова је маса убила Тиберија и око 300 његових присталица.
Следеће, 132. године, кажњене су још многе друге Тиберијеве присталице, али његов је закон наставио да се спроводи. Тиберијев трибунат означио је улазак насиља на римску политичку сцену те указао на прве знаке слабљења власти сената.